# Hiroto Yamamoto
Hiroto Yamamoto (山本 啓人 Yamamoto Hiroto?), född 16 oktober 1988 i Ibaraki prefektur, är en japansk fotbollsspelare.
Yamamoto började sin karriär 2011 i Thespa Kusatsu. 2013 flyttade han till FC Kagoshima (Kagoshima United FC). Han avslutade karriären 2016.